# Xinghuo Shuiku
Xinghuo Shuiku (kinesiska: 星火水库) är en reservoar i Kina. Den ligger i provinsen Heilongjiang, i den nordöstra delen av landet, omkring 220 kilometer norr om provinshuvudstaden Harbin. Xinghuo Shuiku ligger 197 meter över havet. Arean är 3,5 kvadratkilometer. Trakten runt Xinghuo Shuiku består till största delen av jordbruksmark. Den sträcker sig 3,5 kilometer i nord-sydlig riktning, och 1,9 kilometer i öst-västlig riktning.
Genomsnittlig årsnederbörd är 1 004 millimeter. Den regnigaste månaden är juli, med i genomsnitt 317 mm nederbörd, och den torraste är januari, med 10 mm nederbörd.